# فورد (شركة)
شركة فورد للسيارات (بالإنجليزية: Ford Motor Company)‏ المعروفة باسم فورد (بالإنجليزية: Ford)‏ هي شركة أمريكية متعددة الجنسيات لتصنيع السيارات. أسسها هنري فورد في مدينة ديربورن في ولاية ميشيجان الأمريكية ولا تزال مقرات الشركة الأساسية في تلك المدينة.
تعتبر فورد من الشركات المتخصصة في إنتاج السيارات والآن وبعد ثورة التكتلات الاقتصادية ضمت إلى فورد ودمجت معها شركات أخرى وأصبحت فورد هي المعنية بإنتاج
وتطوير وتصميم كل من جاكوار ولاند روفر وميركوري واستون مارتن ولنكولن وقطاع السيارات في فولفو.
وفي عام 2005 بلغ دخل شركة فورد مائة وثمان وسبعين مليار دولار وهو بكل تاكيد رقم ضخم وكبير، ويراس شركة فورد ويليم فورد حفيد المؤسس هنري فورد ونائبه جوزيف هينريخس ويتواجد في الشركة العديد من المهندسين والخبراء والمصممين من ذوي الكفاءة والخبرة والذين أوصلوها لما هي عليه الآن.

في عام 1896م بنى هنري فورد مركبه صغيرة والتي كانت تسمى (باللاتينية:  Quadricycle) ولها أربعة عجلات، كانت في البداية عجلاتها موزعة على شكل معين ومتفاوتة بالحجم ثم تطور التصميم وأصبحت العجلات كلها بمقاس واحد وأصبح البديل المناسب الشكل المستطيل،

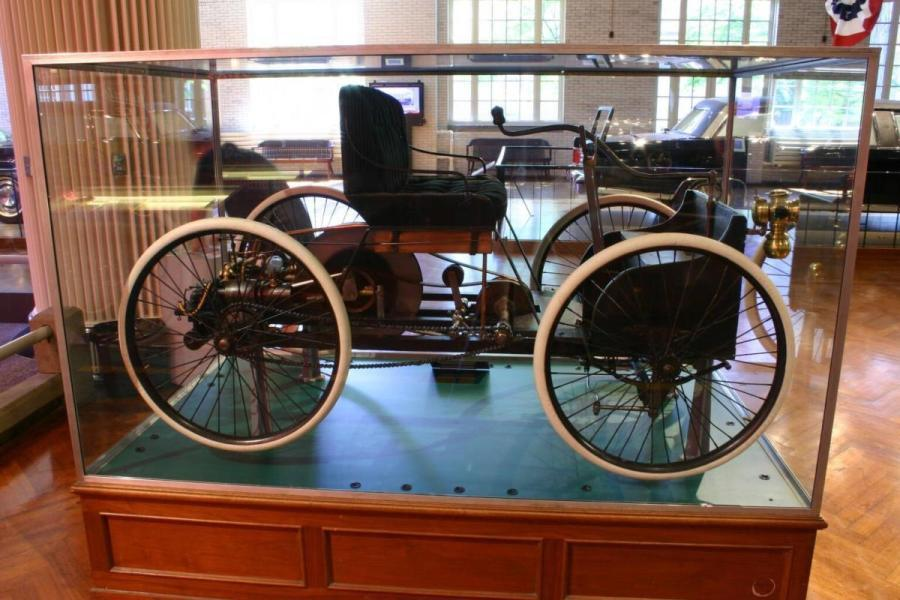

شاهد الشكل الأول للمركبة 
شاهد الشكل النهائي للمركبة بعد أن اخذت الشكل المستطيل .
فورد موتور كومباني (NYSE : F) هي صناعة السيارات الأميركية متعددة الجنسيات مقرها في مدينة ديربورن بولاية ميشيغان، وهي ضاحية من ضواحي ديترويت. تأسست شركة صناعة السيارات هنري فورد والتي أدرجت في 16 يونيو 1903. بالإضافة إلى ماركات فورد ولينكولن وفورد كما تملك حصة صغيرة في مازدا في اليابان، واستون مارتن في المملكة المتحدة. وباعت فورد السابق في المملكة المتحدة التابعة جاغوار ولاند روفر لشركة تاتا موتورز الهند في مارس 2008. في عام 2010 باعت شركة فورد للسيارات فولفو لشركة جيلي. فورد توقف العلامة التجارية ميركوري بعد نموذج عام 2011.
عرض فورد الأساليب على نطاق واسع تصنيع السيارات على نطاق واسع وإدارة القوى العاملة الصناعية التي تستخدم تسلسل متقن الصنع هندستها تتميز خطوط التجميع تتحرك. وجاءت أساليب هنري فورد ليكون معروفا في جميع أنحاء العالم كما الفوردية بحلول 1914.
فورد لصناعة السيارات ثاني أكبر مصنع في الولايات المتحدة وخامس أكبر اقتصاد في العالم على أساس مبيعات السيارات السنوية في عام 2010. وفي نهاية عام 2010، فورد لصناعة السيارات وكان خامس أكبر في أوروبا. فورد هي الثامنة في المرتبة الإجمالية الأميركية ومقرها في لائحة 2010 500 فورتشن، ويعتمد على العائدات العالمية في عام 2009 118.3 مليار دولار. وفي عام 2008، فورد تنتج 5532000 السيارات ويعمل بها حوالي 213000 موظف في حوالي 90 محطات ومرافق في جميع أنحاء العالم. خلال أزمة صناعة السيارات، وتراجع حجم فورد وحدة في جميع أنحاء العالم إلى 4817000 في عام 2009. في عام 2010، وحصل فورد أرباحا صافية قدرها 6.6 مليار دولار وخفضت ديونها من 33.6 مليار دولار إلى 14.5 مليار دولار خفض مدفوعات الفائدة بنسبة مليار دولار في أعقاب أرباح عام 2009 الصافية من 2.7 مليار دولار. وابتداء من عام 2007، تلقى فورد أكثر الأولي جوائز الجودة من دراسة جي دي باور وشركاه لصناعة السيارات أكثر من أي أخرى. في المرتبة الخامسة من سيارات فورد في مقدمة فئاتها، وأربعة عشر سيارات في المرتبة المراكز الثلاثة الأولى.

## تاريخ شركة فورد للسيارات

### القرن 20
وكان هنري صاحب أول محاولة في شركة السيارات تحت اسم بلده الشركة هنري فورد في 3 نوفمبر، 1901، التي أصبحت شركة كاديلاك للسيارات في 22 أغسطس 1902 بعد أن غادر فورد مع الحقوق في اسمه. أطلقت شركة فورد للسيارات في مصنع تحويل في عام 1903 مع 28000 $ نقدا للمستثمرين من اثني عشر، وعلى الأخص جون وهوراس دودج (الذي تبين لاحقا شركة سيارتهم الخاصة). خلال سنواتها الأولى، أنتجت الشركة فقط عددا قليل من السيارات يوميا في مصنعها في ماك افينو في ديترويت بولاية ميشيغان. عملت مجموعات من اثنين أو ثلاثة من الرجال في كل سيارة من المكونات التي أدخلت على النظام من قبل شركات أخرى. أدرك في وقت لاحق فورد أنه سيكون من الأفضل إذا كان تصنيع جميع قطع السيارات شركته نفسها بدلا من استخدام أجزاء من مصادر ما بعد البيع التي تؤدي إلى إنتاج خط التجميع.
وكان عمر هنري فورد 40 سنة عندما أسس شركة فورد للسيارات، والتي سوف تستمر لتصبح واحدة من الشركات الأكبر في العالم وأكثرها ربحية، فضلا عن كونها واحدة من أجل البقاء فترة الكساد الكبير. باعتبارها واحدة من أكبر الشركات العائلية التي تسيطر عليها في العالم، وكانت شركة فورد للسيارات في السيطرة العائلية مستمرة لأكثر من 100 عاما.
خلال منتصف إلى أواخر 1990، باعت فورد أعداد كبيرة من السيارات، في الاقتصاد الأميركي المزدهر مع سوق الأسهم. مع بزوغ فجر القرن الجديد، وتكاليف الرعاية الصحية القديمة، وارتفاع أسعار الوقود، وتعثر الاقتصاد أدى إلى هبوط سوق الأسهم، تراجع المبيعات وهوامش الربح. وجاءت معظم أرباح الشركات من قروض تمويل السيارات المستهلك من خلال شركة فورد موتور الائتمان.

### القرن 21
بحلول عام 2005، كانت الشركة قد خفضت وكالات تصنيف ائتماني للسندات كل من فورد وجنرال موتورز إلى حالة غير المرغوب فيه، نقلا عن ارتفاع تكاليف الرعاية الصحية الأميركية للشيخوخة القوى العاملة، وأسعار البنزين المرتفعة، وتآكل حصتها في السوق، والاعتماد على مبيعات سيارات الدفع الرباعي انخفاض عائدات لل. انخفاض هوامش الربح على السيارات الكبيرة بسبب زيادة «الحوافز» (في شكل حسومات أو انخفاض التمويل الفائدة) لتعويض تراجع الطلب.
في مواجهة الطلب على الوقود وكفاءة أعلى تراجع مبيعات سيارات الميني فان، انتقل فورد إلى تقديم مجموعة من السيارات الجديدة، بما في ذلك «كروس أوفر الرياضية متعددة الاستعمالات» مبنية على منصات سيارة unibody، بدلا من هيكل الجسم على الإطار. في تطوير تكنولوجيات توليد القوة الكهربائية الهجينة لسيارات الدفع الرباعي الهجين الهروب فورد، فورد المرخصة مماثلة تويوتا الهجين التكنولوجيات لتجنب انتهاك براءات الاختراع. أعلنت شركة فورد أنها سوف تشكل فريقا مع شركة الكهرباء اديسون كاليفورنيا الجنوبية (SCE) لفحص مستقبل والمكونات في الهجينة من حيث كيفية نظم الطاقة المنزل والسيارة والعمل مع الشبكة الكهربائية. في إطار هذا المشروع عدة ملايين من الدولارات سنويا، وفورد وتحويل تظاهرة أسطول فورد إسكيب الهجين في المكونات في الهجينة، وكيف ستقيم SCE المركبات قد تتفاعل مع الشبكة المنزلية والكهربائية والمرافق العامة. وسيتم تقييم بعض المركبات «في إعدادات عميل نموذجي»، وفقا لشركة فورد.
في ديسمبر 2006، رفعت الشركة قدرتها الاقتراض إلى نحو 25 مليار دولار، مما يضع كثيرا من جميع أصول الشركة كضمان لتأمين خط ائتمان. الرئيس بيل فورد قد ذكر أن «الإفلاس ليس خيارا». وفي اتفق أجل السيطرة على تكاليف العمالة تقفز (الأغلى في العالم) والشركة واتحاد عمال السيارات المتحدة، وهي تمثل ما يقرب من 46000 عامل بالساعة في أميركا الشمالية، إلى تسوية تاريخية عقد في نوفمبر 2007 منح الشركة فترة انقطاع كبيرة من حيث من التكاليف الجارية المتقاعدين الرعاية الصحية والقضايا الاقتصادية الأخرى. ويشمل الاتفاق على تأسيس شركة التمويل، بشكل مستقل للتبرعات الموظف المستفيد جمعية (فيبا) الثقة لتحويل عبء الرعاية الصحية للمتقاعدين من دفاتر الشركة، وبالتالي تحسين ميزانيته العمومية. استغرق هذا الترتيب التنفيذ في 1 يناير 2010. كدليل على موقفها النقدي القوي حاليا، ساهمت فورد مسؤوليته الحالية بأكملها (تقدر بحوالي 5.5 مليار دولار أمريكي كما في 31 ديسمبر، 2009) إلى فيبا نقدا، وكذلك المدفوعة مسبقا الولايات المتحدة 500 مليون دولار من الالتزامات في المستقبل إلى الصندوق. كما يعطي الاتفاق العمال بالساعة والأمن الوظيفي انهم يسعون من خلال وجود الشركة تلتزم استثمارات كبيرة في معظم مصانعها.
لصناعة السيارات عن أكبر خسارة سنوية في تاريخ الشركة في عام 2006 من 12.7 مليار دولار، وقدر أنه لن يعود إلى الربحية حتى عام 2009. ومع ذلك، فاجأ فورد وول ستريت في الربع الثاني من عام 2007 عن طريق نشر 750 $ مليون الربح. على الرغم من المكاسب، وانتهت الشركة من العام مع خسارة 2.7 مليار دولار، يعزى إلى حد كبير لتمويل إعادة الهيكلة في شركة فولفو.
في 2 حزيران، 2008، باعت فورد جاكوار وعملياتها لاند روفر لشركة تاتا موتورز ما يزيد عن 2.3 مليار دولار.
في يناير 2008، أطلقت فورد موقع على شبكة الإنترنت قائمة العشرة بنيت قواعد فورد المشددة فضلا عن سلسلة من webisodes أن سخر من COPS تلفزيوني.
خلال شهر نوفمبر 2008، وسعت فورد، جنبا إلى جنب مع كرايسلر وجنرال موتورز، والمساعدات المالية في جلسات الاستماع في الكونغرس في واشنطن العاصمة في مواجهة تدهور الأوضاع الناجمة عن أزمة صناعة السيارات. وقدمت الشركات الثلاث خطط العمل من أجل استدامة هذه الصناعة. وصناع السيارات في ديترويت استنادا لم تنجح في الحصول على المساعدة من خلال تشريع الكونغرس. جنرال موتورز وكرايسلر في وقت لاحق تلقى المساعدة من خلال السلطة التنفيذية من قماش القنب أحكام التمويل. وفي 19 ديسمبر، تكلفة مقايضة العجز عن سداد الائتمان لضمان ديون فورد كان 68 في المئة من مجموع المؤمن عليهم لمدة خمس سنوات، بالإضافة إلى دفعات سنوية من 5 في المئة. وهذا يعني أنه يكلف 6.8 مليون دولار مقدما تدفع للتأمين 10 ملايين دولار من الديون، بالإضافة إلى المدفوعات من 500,000 دولار سنويا. في يناير 2009، فورد اعلنت خسارة 14.6 مليار دولار في العام السابق، مما يجعل 2008 أسوأ عام في التاريخ. لا يزال، ادعت الشركة لديها سيولة كافية لتمويل خطط أعمالها، وبالتالي، لم تطلب مساعدة حكومية. وحتى شهر نيسان 2009، وتمحى إستراتيجية فورد من الديون لتبادل الأسهم، 9,9 $ B في الخصوم (28 ٪ من مجموع والخمسين)، وذلك للاستفادة من موقعها النقدية. هذه الإجراءات حققت فورد أرباحا 2.7 مليار دولار في السنة المالية 2009، الشركة أول أرباح العام بأكمله في أربع سنوات.

## الطريق إلى الأمام
في النصف الأخير من عام 2005، طلب الرئيس بيل فورد المعين حديثا فورد الأمريكيتين شعبة الرئيس مارك فيلدز لوضع خطة لإعادة الشركة إلى الربحية. يطلق عليها اسم خطة معاينة الحقول، والطريق إلى الأمام، في 7 ديسمبر 2005 اجتماع مجلس إدارة الشركة، وكشف النقاب عنها للجمهور في 23 يناير 2006. «الطريق إلى الأمام» يشمل تغيير حجم الشركة لمطابقة واقع السوق الحالي، وإسقاط بعض النماذج غير المربحة وغير الفعالة، وتعزيز خطوط الإنتاج، واغلاق (باللاتينية: fourteen) مصانع وخفض 30000 وظيفة. وهذه التخفيضات تتماشى مع الانخفاض ما يقرب من %25 في الولايات المتحدة من حصتها في السوق منذ منتصف1990 في وقت متأخر.
في عام 2010، وحصل فورد أرباحا صافية قدرها 6.6 مليار دولار وخفضت ديونها من 33.6 مليار دولار إلى 14.5 مليار دولار وخفضت مدفوعات الفائدة بنسبة مليار دولار في أعقاب عام 2009 أرباحا صافية بلغت 2.7 مليار دولار. وفي الولايات المتحدة،- سلسلة هو الوسيلة الأكثر مبيعا لعام 2010. باعت فورد سلسلة شاحنات خلال هذا العام، بزيادة 27.7 ٪ خلال عام 2009، من أصل مجموع المبيعات من 1.9 مليون سيارة، أو كل واحد من أصل أربع سيارات فورد بيعها. شاحنات مبيعات حسابات لشريحة كبيرة من أرباح فورد، وفقا إلى الولايات المتحدة اليوم. إعادة فورد يشمل أيضا بيع شركة تابعة لها تملكها بالكامل، هيرتز لتأجير السيارات لمجموعة الأسهم الخاصة لمدة 15 مليار دولار نقدا وشراء الديون. تم الانتهاء من بيع في 22 ديسمبر 2005. ودعا مشروع مشترك مع 50-50 ماهيندرا آند ماهيندرا المحدودة في الهند، ماهيندرا فورد الهند المحدودة (MIFL)، انتهت إلى شراء حصة فورد ماهيندرا المتبقية في الشركة في عام 2005. [32] وكان فورد قد رفعت سابقا حصتها إلى 72 ٪ في عام 1998.
رئيس مجلس الإدارة والرئيس التنفيذي لفورد مسؤول أيضا أصبح رئيس الشركة في نيسان 2006، مع تقاعد جيم باديلا. بعد خمسة أشهر، في سبتمبر، كما استقال الرئيس والمدير التنفيذي، وآلان مولالي تسمية خليفة له. لا يزال مشروع قانون فورد كرئيس تنفيذي، جنبا إلى جنب مع اللجنة التنفيذية العاملة تتكون من الحقول مولالي مارك شولز، لويس بوث، دون وكلير، ومارك.
واجتذبت ford.com المجال لا يقل عن 11 مليون زائر سنويا بحلول عام 2008 وفقا لمسح 

## العلامات التجارية
شركة فورد للسيارات بتصنيع السيارات تحت اسم خاص بها، وكما لينكولن في الولايات المتحدة. في عام 1958، قدم فورد العلامة التجارية الجديدة، وEdsel، ولكن ضعف المبيعات أدى إلى توقف في عام 1960. في عام 1985، تم إدخال العلامة التجارية لفورد ميركور السوق من أوروبا في الولايات المتحدة، بل اجتمع من مصير مماثل في عام 1989. وقدم أيضا العلامة التجارية ميركوري فورد في عام 1939 من قبل ولكن ضعف المبيعات أدى أيضا إلى التوقف في عام 2011.
فورد لديها عمليات التصنيع الرئيسية في كندا، والمكسيك، والمملكة المتحدة وألمانيا وتركيا والبرازيل والأرجنتين وأستراليا وجمهورية الصين الشعبية، وعدة بلدان أخرى، بما في ذلك جنوب أفريقيا، حيث، بعد سحب الاستثمارات خلال الفصل العنصري، وذلك مرة أخرى لديها فرعية مملوكة بالكامل. فورد لديها أيضا اتفاق تعاون مع GAZ صناعة السيارات الروسية.
اكتسب فورد لصناعة السيارات الرياضية البريطانية استون مارتن في عام 1989، ولكن يباع في 12 مارس، 2007، الإبقاء على حصة أقلية صغيرة، واشترى سيارات فولفو في السويد في عام 1999، بيعه لتشجيانغ جيلي القابضة المجموعة في عام 2010. في نوفمبر 2008 خفضت مصلحتها السيطرة على 33.4 ٪ في مازدا في اليابان، لمصلحة غير المسيطرة (13.4 ٪). في 18 نوفمبر 2010، خفضت فورد حصتها كذلك إلى 3 ٪ فقط، مشيرا إلى تخفيض ولذلك فإن الملكية تسمح بقدر أكبر من المرونة لمواصلة النمو في الأسواق الناشئة. فورد ومازدا يظل الشركاء الاستراتيجيين من خلال المشاريع المشتركة وتبادل المعلومات التكنولوجية. وأسهم أمريكية محطة مشتركة في فلات روك بولاية ميشيغان ودعا التحالف مع سيارات مازدا. وقد نسج تشغيله أجزائه التقسيم تحت اسم Visteon.
باعت فورد مقرها في المملكة المتحدة وجاكوار لاند روفر الشركات والعلامات التجارية لشركة تاتا موتورز الهند في مارس 2008.
تقسيم أجزاء فورد تبيع قطع الغيار FoMoCo تحت اسم العلامة التجارية موتوركرافت.
فورد غير عمليات تصنيع تشمل منظمات مثل تمويل السيارات وشركة فورد موتور الائتمان العملية. فورد كما ترعى العديد من الفعاليات والمرافق الرياضية في جميع أنحاء الولايات المتحدة، وأبرزها مركز فورد (الآن تشيسابيك للطاقة ارينا) في وسط مدينة أوكلاهوما سيتي والميدانية فورد في ديترويت في وسط المدينة.
العام لشركة فورد للسيارات فورد وتسيطر على ماركات السيارات لينكولن.
مستعملة سنوات الماركات الأسواق

الأسواق العالمية
في البداية، كانت شركة فورد موتور كومباني النماذج التي تباع خارج الولايات المتحدة أساسا إصدارات تلك التي تباع في السوق المحلي، ولكن في وقت لاحق، وقد وضعت نماذج محددة لأوروبا وبيعها. لقد فشلت كل المحاولات لعولمة النموذج خط كثير من الأحيان، مع أوروبا وفورد مونديو بيع سيئة في الولايات المتحدة باعتبارها فورد كونتور، في حين أن الولايات المتحدة نماذج مثل فورد توروس حققت نتائج سيئة في اليابان وأستراليا، وحتى عندما أنتجت في محرك اليد اليمنى. لم الأوروبية الصغيرة كا النموذج، نجاحا كبيرا في السوق المحلية، وليس الصيد في اليابان، كما أنها ليست متوفرة كما تلقائي. أسقطت من أستراليا فورد مونديو، وذلك لأن شريحة من السوق الذي كانت تتنافس عليه في انخفاض مطرد، مع المشترين يفضلون أكبر نموذج المحلية، وفالكون. استثناء واحد مؤخرا هو النموذج الأوروبي للتركيز، والتي باعت بقوة على كلا جانبي المحيط الأطلسي.

## أمريكا الشمالية
في الأشهر الخمسة الأولى من عام 2010، ارتفعت مبيعات السيارات في الولايات المتحدة إلى 4.6 مليون سيارة وشاحنة خفيفة، بزيادة قدرها 17 ٪ عن العام السابق. وكان السبب الرئيسي في ارتفاع قبل عودة الزبائن التجارية التي كانت توقفت عن شراء جميع ولكن في عام 2009 خلال فترة الركود. وزادت المبيعات إلى العملاء من الأفراد وكلاء في 13 ٪، بينما قفزت مبيعات الأساطيل 32 ٪. [50] وذكرت فورد أن 37 ٪ من مبيعاتها مايو جاءت من مبيعات الأسطول عندما أعلنت مبيعاتها لشهر زيادة 23 ٪. [51 ] وفي الأشهر السبعة الأولى من عام 2010، ارتفعت مبيعات سيارة فورد 24 ٪، بما في ذلك مبيعات التجزئة والأساطيل. وارتفعت مبيعات أسطول فورد لنفس الفترة من 35 ٪ إلى 386000 وحدة بينما مبيعات التجزئة زيادة بنسبة 19 ٪. مبيعات الأسطول تمثل 39 في المئة من مبيعات كرايسلر و31 بالمئة لشركة جنرال موتورز. [52]
أوروبا
فورد أوروبا

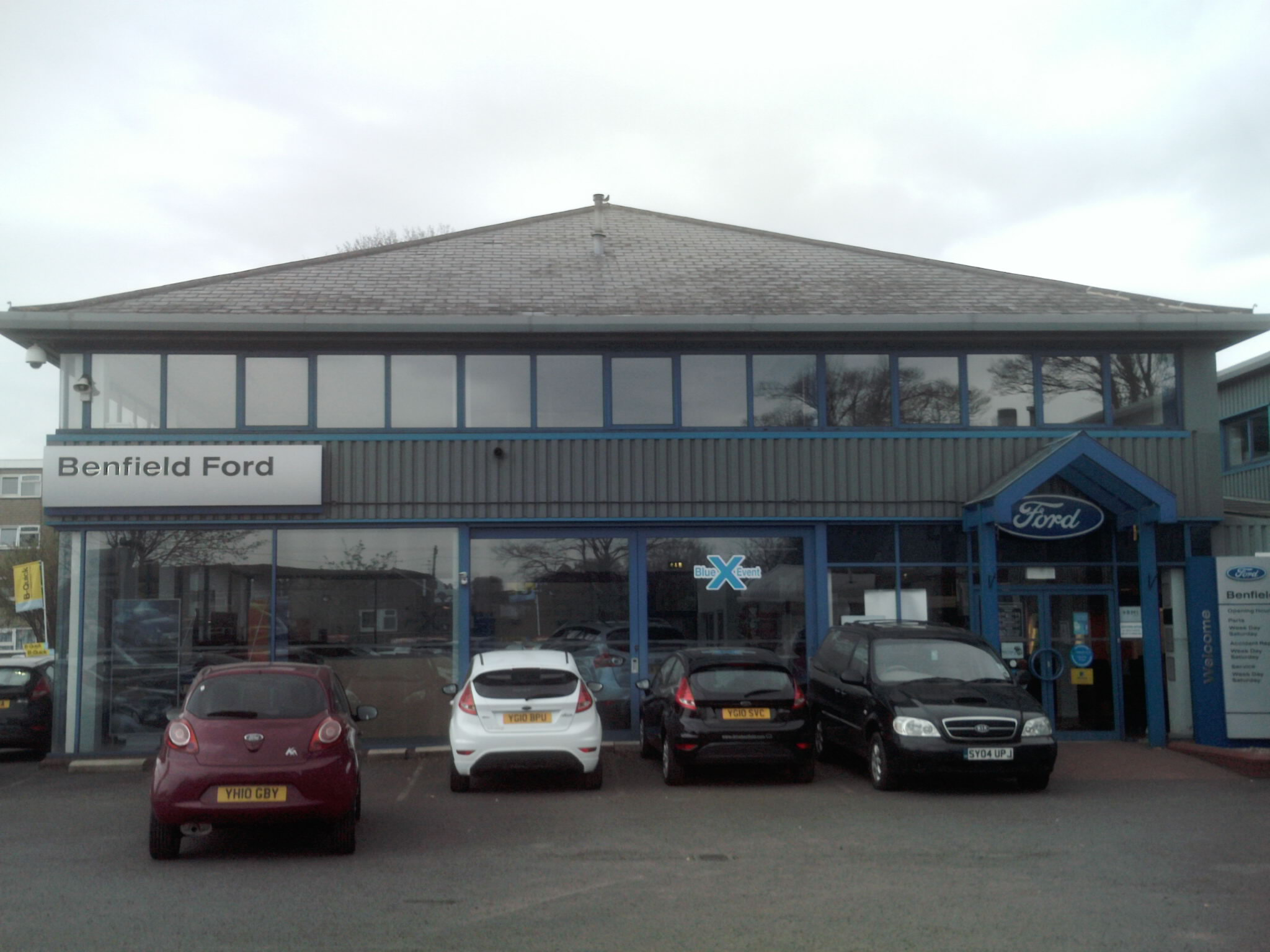

في البداية، بنيت فورد في ألمانيا، وفورد في بريطانيا نماذج مختلفة عن بعضها البعض حتى أواخر 1960s، مع فورد اسكورت ثم فورد كابري يجري المشتركة لكلا الشركتين. في وقت لاحق، أصبح تاونوس فورد وفورد كورتينا متطابقة، تنتج في المقود اليمين واليسار المقود على التوالي. تحولت ترشيد النطاقات النموذج يعني أن إنتاج نماذج كثيرة في المملكة المتحدة إلى أماكن أخرى في أوروبا، بما في ذلك بلجيكا وإسبانيا بالإضافة إلى ألمانيا. استبدال فورد سييرا تاونوس وكورتينا في عام 1982، تعرض لانتقادات لأداء ديناميكي متفوق الراديكالي، الذي كان قريبا نظرا ألقاب مثل "Jellymould" و«فضاء للبائع و».
على نحو متزايد، وقد بدا شركة فورد للسيارات لشركة فورد في أوروبا عن «سيارات العالم»، والذي مثل مونديو، والتركيز، وفييستا، على الرغم من أن مبيعات فورد الأوروبية مصدرها في الولايات المتحدة مخيبة للآمال. وقد تم التركيز على هذا استثناء واحد، والتي أصبحت السيارة الأكثر مبيعا في أميركا المضغوط منذ انطلاقتها في عام 2000. [بحاجة لمصدر]
في فبراير 2002 وانتهت فورد إنتاج السيارات في المملكة المتحدة. كانت المرة الأولى في 90 عاما التي لم يتم بذل سيارات فورد في بريطانيا، على الرغم من أن إنتاج السيارة العابر يستمر في منشأة الشركة ساوثمبتون، والمحركات في بريدجيند وداغينهام، والإرسال في Halewood. يتم تقسيم على نطاق واسع تطوير فورد الأوروبية بين Dunton في إيسيكس (بوويرتراين، فييستا / كا، والمركبات التجارية) وكولونيا (الجسم، والشاسيه والكهربائية، والتركيز، مونديو) في ألمانيا. فورد تنتج أيضا مجموعة من المركبات التجارية التايمز، على الرغم من التوقف عن استخدام هذا الاسم التجاري حوالي 1965. في أماكن أخرى في أوروبا القارية، وفورد مونديو تجميع مجموعة في جنك (بلجيكا)، فيستا في فالنسيا (إسبانيا) وكولونيا (ألمانيا)، كا في فالنسيا، والتركيز في فالنسيا، سارلويس (ألمانيا) وVsevolozhsk (روسيا). العبور الإنتاج في كوجالي (تركيا)، وساوثمبتون (المملكة المتحدة)، والاتصال العابر في كوجالي.
فورد تملك أيضا مصنع لإنتاج مشروع مشترك في تركيا. فورد خطوة اوتسان، التي أنشئت في 1970s، والمصنوعات من العبور فان فريق الاتصال المدمجة، فضلا عن «جمبو»، وقاعدة العجلات الطويلة إصدارات العابر ذات الحجم الكامل. وكان تعيين هذا المصنع الجديد قرب كوجالي في عام 2002، وفتح سجل نهاية التجمع العابر في جنك.
آخر محطة مشتركة بالقرب من سيتوبال في البرتغال، التي أنشئت بالتعاون مع فولكس واجن، وقد اجتمعنا سابقا غالاكسي الناس الناقل، وكذلك السفن الشقيقة، وشركة فولكس فاجن شاران الحمراء ومقعد واحد. مع مقدمة للجيل الثالث من غالاكسي، انتقلت فورد إنتاج الناقل الناس إلى مصنع جنك، مع فولكس واجن تسلم ملكية الوحيد للمنشأة سيتوبال.
في عام 2008، استحوذت شركة فورد على حصة أغلبية في كرايوفا سيارات، ورومانيا. بدءا 2009، وسوف يكون فورد ترانزيت كونيكت طراز فورد أول إنتاجها في كرايوفا، ثم في عام 2010، عن طريق محركات السيارات المنخفضة القدرة وسيارة جديدة فئة صغيرة. [53]
فورد أوروبا آفاقا جديدة مع عدد من السيارات المستقبلية نسبيا تطلق على مدى السنوات ال 50 الماضية.
وكان في 1959 أنجليا ببابين الصالون واحدة من أكثر ملتوي المظهر السيارات العائلية الصغيرة في أوروبا في ذلك الوقت من إطلاقه، ولكن سرعان ما أصبح تجار الذين اعتادوا على مظهره، وكان يتمتع بشعبية كبيرة مع المشترين البريطانية على وجه الخصوص. كان ما زال يبيع بشكل جيد عندما حلت محلها مرافقة أكثر عملية في عام 1967.
أطلق التجسد الثالث لفورد اسكورت عام 1980 وضعت نقل الشركة من سيارات الصالون الدفع الخلفي هاتشباك لسيارات الدفع الأمامي للعجلات في قطاع السيارات الصغيرة الأسرة.
تم إنتاج الجيل الرابع مرافقة من عام 1990 حتى عام 2000، على الرغم من خليفتها—التركيز—كانت معروضة للبيع منذ عام 1998. على إطلاقه، وكان التركيز يمكن القول إن المظهر الأكثر إثارة للمناولة والغرامة. السيارات العائلية الصغيرة للبيع، والتي تباع بكميات كبيرة وصولا إلى إطلاق التركيز على الجيل القادم في نهاية عام 2004
كان الطراز اضعة في وقت إطلاقه—فورد سييرا لعام 1982—استبدال لكورتينا منذ فترة طويلة وشعبية على نطاق واسع ونماذج تاونوس. وكان تصميمه العصري الأيرودينامية عالم بعيدا عن كورتينا يشبه الصندوق حاد ذو حدين، وأنه كان محبوبا على نطاق واسع في كل مكان تقريبا تم بيعه. احتفظ سلسلة من التحديثات التي يبحث الطازجة نسبيا حتى يحل محله في قيادة الجبهة مونديو العجلات في بداية عام 1993.
شهدت ارتفاعا في شعبية سيارات صغيرة خلال 1970s فورد دخول سوق السيارات الصغيرة في عام 1976 مع هاتشباك العيد الخمسين. وتركزت معظم إنتاجها في فالنسيا في إسبانيا، والتي تباع في العيد الأرقام المهولة من البداية. تعزيز تحديثا في عام 1983 وإطلاق نموذج كل جديد في عام 1989 موقعها في سوق السيارات الصغيرة.
'آسيا والمحيط الهادئ' 

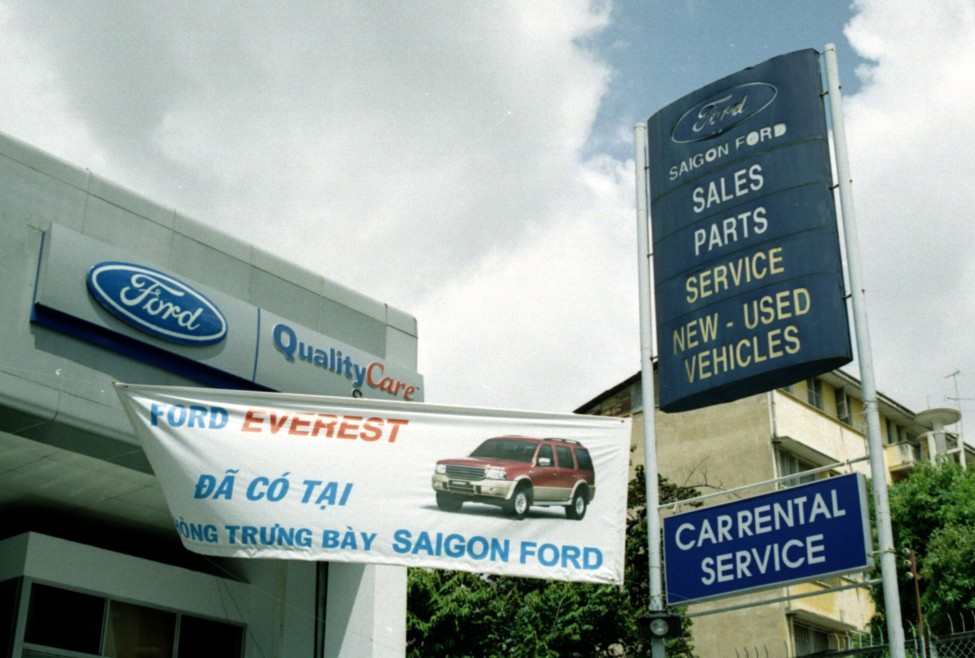

في أستراليا ونيوزيلندا، ومنذ فترة طويلة الشعبية فورد فالكون تعتبر سيارة عائلية متوسطة وأكبر بكثير من سيارة فورد مونديو أكبر، التي تباع في أوروبا. بين عامي 1960 و1972، استند فالكون على النموذج الأميركي الذي يحمل نفس الاسم، ولكن منذ ذلك الحين تم تصميمها وتصنيعها بالكامل في أستراليا، occasionlly يجري تصنيعها في نيوزيلندا. مثل منافستها جنرال موتورز، العميد هولدن، فالكون يستخدم محرك العجلة الخلفية التخطيط. متغيرات عالية الأداء من طراز فالكون تشغيل محركات بنيت محليا تنتج ما يصل إلى 362 حصانا (270 كيلوواط). ويوت (قصيرة ل «المنفعة»، والمعروف في الولايات المتحدة وشاحنة بيك اب) الإصدار هو متاح أيضا مع نفس المجموعة من أنظمة حركة السيارة. بالإضافة إلى ذلك، فورد أستراليا تبيع ضبطها محدودة للغاية لإنتاج سيارات السيدان وutes فالكون من خلال أدائه قسم السيارات والمركبات الأداء فورد.
في أستراليا، والعميد والصقر وتقليديا مبيع جميع السيارات الأخرى، كما يضم أكثر من 20 ٪ من سوق السيارات الجديدة. في نيوزيلندا، وكان فورد الثاني في حصة السوق في الأشهر الثمانية الأولى من عام 2006 مع 14.4 في المائة [54] وفي الآونة الأخيرة واستبعد فورد صورته LWB فالكون ومقرها صفها—في فايرلاين والنطاقات المحدودة، وأعلن أن لهم قد يكون اغلاق مصنع لتصنيع محرك جيلونج انخفاضا من عام 2013. كما اعلنوا انهم التصنيع المحلي للسيارات الصغيرة التركيز بدءا من عام 2011.
ومع ذلك، مع الاستحواذ على حصة في مازدا اليابانية المصنعة في عام 1979، بدأ بيع فورد مازدا فاميليا وكابيلا (المعروف أيضا باسم 323 و626) كما ليزر فورد وتلستار، لتحل محل مصادر مرافقة الأوروبية وكورتينا.
في أستراليا، وكان ليزر واحد من النماذج فورد أستراليا الأكثر نجاحا، وكانت تصنع في مصنع فورد هومبوش من عام 1981 حتى اغلاق المصنع في سبتمبر 1994. مبيع أنها مازدا 323، على الرغم من كونها مطابقة تقريبا لذلك، كان ينظر إلى نتيجة حقيقة تم تصنيعها ليزر فورد في أستراليا وكعلامة تجارية محلية.
في نيوزيلندا، تم تجميعها ليزر فورد وتلستار جنبا إلى جنب مع مازدا 323 و626 حتى عام 1997، في الجامعون المركبات النباتية الجديدة (VANZ) في نيوزيلندا Wiri، أوكلاند. تم تجميعها أيضا عربة سيراليون في نيوزيلندا، نظرا لشعبية محطة العربات في تلك السوق.
من خلال علاقتها مع مازدا وفورد اشترت أيضا حصة في مصنع كيا الكورية الجنوبية، والتي بنيت (مازدا على أساس) فورد Festiva 1988-1993، وأسباير فورد 1994-1997 للتصدير إلى الولايات المتحدة، ولكنها تباع في وقت لاحق اهتمامهم لشركة هيونداي (التي تصنع أيضا فورد كورتينا حتى 1980s). واصلت الهيئة العامة للاستثمار في السوق أسباير كما Avella كيا، استبدلت لاحقا من قبل ريو ومرة أخرى تباع في الولايات المتحدة.
وكان وجود فورد في آسيا عادة أصغر من ذلك بكثير، يقتصر على ماليزيا، وسنغافورة، وهونغ كونغ والفلبين وتايوان، حيث فورد كان له هو مشروع مشترك مع ليو منذ 1970s. وبدأ التجمع فورد للسيارات في تايلاند في عام 1960، لكنه انسحب من البلاد في عام 1976، ولم يعودوا حتى عام 1995، عندما شكلت مشروعا مشتركا مع التحالف سيارات مازدا يسمى. [55]
بدأ إنتاج فورد الهند في عام 1998 مع نموذجها فورد اسكورت، والذي تم استبداله في وقت لاحق من قبل أيقونة فورد المنتجة محليا في عام 2001, ومنذ ذلك الحين أضافت موديلات فيوجن ، فييستا ، مونديو وإينديفور إلى خط إنتاجها.
في 9 آذار، 2010، أطلقت شركة فورد موتور أول من صنع الهند مقابل السيارات المدمجة. ابتداء من 349900 (7690 $)، وسيارة فورد فيغو هو أول تصميم وبأسعار للسوق الهندية الشامل. [56]
يوم 28 يوليو 2011 فورد يوقع مذكرة تفاهم مع الهند في ولاية غوجارات لبناء مصنع تجميع والمحرك في Sanand وسوف تستثمر ما يقرب من مليار دولار أمريكي على موقع 460 فدان. [57]
أمريكا الجنوبية
في أمريكا الجنوبية، وكان فورد لمواجهة التدابير الحمائية الحكومية في كل بلد، وكانت النتيجة أنه بنى نماذج مختلفة في بلدان مختلفة، من دون إيلاء اهتمام خاص لترشيد الاقتصاد أو الحجم الطبيعي في إنتاج وتقاسم وسائل مماثلة بين الدول. في كثير من الحالات، استندت السيارات الجديدة في البلاد على تلك الشركات المصنعة الأخرى التي دخلت في اتفاقات مع الإنتاج، أو الذين المصانع التي اشترتها. على سبيل المثال، استندت أصلا Corcel وديل ري في البرازيل على سيارات رينو.
في عام 1987، اندمجت شركة فورد للبرازيل والأرجنتين فورد عملياتها مع تلك فولكس واجن لتشكيل شركة تدعى Autolatina، الذي تقاسم مع النماذج. وكانت أرقام المبيعات والأرباح المخيبة للآمال، وحلت Autolatina في عام 1995. مع ظهور ميركوسور، والسوق الإقليمية المشتركة، وكان فورد في النهاية قادرا على ترشيد خط منتجاتها المنبثقة في تلك البلدان. وبالتالي، مبنية فقط على فورد فييستا وEcoSport فورد في البرازيل، وبنيت فقط (فورد فوكوس) في الأرجنتين، مع كل محطة في تصدير كميات كبيرة إلى البلدان المجاورة. ويمكن الآن نماذج مثل فورد مونديو من أوروبا يتم استيرادها بنيت بالكامل. فورد تنتج البرازيل نسخة شاحنة بيك اب من العيد، والساعي، الذي ينتج أيضا في جنوب أفريقيا حيث بانتام فورد في حق إصدارات المقود.
أفريقيا والشرق الأوسط
في أفريقيا، وكان وجود فورد في السوق تقليديا أقوى في جنوب أفريقيا والبلدان المجاورة، حيث تباع شاحنات فقط في أماكن أخرى في القارة. وبدأت فورد في جنوب أفريقيا عن طريق استيراد مجموعات من كندا ليتم تجميعها في منشآتها بورت اليزابيث. فورد في وقت لاحق من مصادر نماذجها من المملكة المتحدة وأستراليا، مع الإصدارات المحلية للفورد كورتينا XR6 بما في ذلك، مع محرك V6 3.0، والمستندة إلى كورتينا "bakkie" أو تلتقط، والتي تم تصديرها إلى المملكة المتحدة. في منتصف 1980s اندمجت مع شركة فورد المنافس، تعود ملكيتها للأنجلو أمريكان، لتشكيل جنوب أفريقيا موتور كوربوريشن (Samcor).
بعد إدانة دولية لنظام الفصل العنصري، الذي حرم فورد من جنوب أفريقيا في عام 1988، وباعت حصتها في Samcor، على الرغم من أنها مرخصة لاستخدام اسم علامتها التجارية للشركة. بدأت Samcor لتجميع مازدا كذلك، مما أثر ناتجها خط المتابعة، ورأى المعابر الأوروبية مثل الحراسة واستبداله سييرا ليزر مازدا القاعدة وتلستار. فورد اشترت حصة 45 في المائة في Samcor بعد زوال نظام الفصل العنصري في عام 1994، وهذا أصبح في وقت لاحق، مرة أخرى، وهي شركة فرعية مملوكة بالكامل، وشركة فورد للسيارات في جنوب أفريقيا. فورد تبيع الآن نسخة محلية من سيارة فييستا (بنيت أيضا في الهند والمكسيك)، وتركيز. وقد بيعت أيضا نموذج الصقر من أستراليا في جنوب أفريقيا، ولكن انخفض في عام 2003، في حين أن مونديو، وبعد فترة وجيزة يتم تجميعها محليا، وانخفض في عام 2005.
وكان وجود السوق في فورد الشرق الأوسط تقليديا حتى أصغر، ويرجع ذلك جزئيا إلى المقاطعة العربية السابقة للشركات التي تتعامل مع إسرائيل. حاليا يتم تسويق سيارات فورد ولينكولن في عشرة بلدان في المنطقة. [58] المملكة العربية السعودية والكويت والإمارات العربية المتحدة هي أكبر الأسواق. فورد كما أنشأت نفسها في مصر في عام 1926، لكنها واجهت معركة شاقة خلال 1950s بسبب بيئة الأعمال القومية معادية. [59] أعلن الموزع فورد في المملكة العربية السعودية في فبراير 2003 انها باعت 100000 فورد وسيارات لينكولن منذ المبيعات ابتداء من عام نوفمبر 1986. وكانت نصف سيارات فورد / لينكولن تباع في هذا البلد فورد كراون فيكتوريا. [60] وفي عام 2004، فورد باعت 30000 وحدة سكنية في المنطقة، وانخفاض أقل بكثير من جنرال موتورز ونيسان 88852 وحدات موتورز 75000 وحدة.

## وصلات خارجية
- الموقع الرسمي